# Mistrzostwa Arabskie w Zapasach w 1995
Mistrzostwa rozegrano 26 marca 1995 roku w Egipcie

## Tabela medalowa
|   | Państwo          |    |    |    | Razem: |
| - | ---------------- | -- | -- | -- | ------ |
| 1 | Egipt            | 15 | 2  | 2  | 19     |
| 2 | Tunezja          | 4  | 3  | 5  | 12     |
| 3 | Algieria         | 1  | 1  | 6  | 8      |
| 4 | Maroko           | 0  | 6  | 2  | 8      |
| 5 | Arabia Saudyjska | 0  | 4  | 2  | 6      |
| 6 | Liban            | 0  | 4  | 1  | 5      |
| 7 | Jemen            | 0  | 0  | 2  | 2      |
|   | razem:           | 20 | 20 | 20 | 60     |

## Wyniki mężczyźni

### styl klasyczny
| Waga   | Złoto:                            | Srebro:               | Brąz:           |
| 48 kg  | Nadżib Ahmad                      | Mohamed Abu-Richa     | Hassan Abdullah |
| 52 kg  | Ibrahim Ali Ibrahim               | Gobran Eldosary       | Banhani Aglani  |
| 57 kg  | Nabil Salihi                      | Abderraahman Naanaa   | Ahmad Ghanim    |
| 62 kg  | Ahmad Kamil Muhammad Husajn       | Khaled Madmoun        | Jasin Dżakrir   |
| 68 kg  | Madżdi Mahmud Jusuf               | Abaas Yamany Mohsen   | Ghazi Elabdi    |
| 74 kg  | Muhammad al-Chudari               | Noureldin Habash      | Youssef Bouvra  |
| 82 kg  | Ajman Husni                       | Monsour Batish        | Lame Hady       |
| 90 kg  | Mustafa Abd al-Haris Ramadan      | Abd al-Aziz as-Safawi | Chokri Ayari    |
| 100 kg | Muhji ad-Din Abd al-Haris Ramadan | Ibrahim Amar          | Muhammad Nawwar |
| 130 kg | Omran Elabdy                      | Kamal Ibrahim         | Nabil Elbalam   |

### styl wolny
| Waga   | Złoto:                    | Srebro:                    | Brąz:                   |
| 48 kg  | Omar Kagawer              | Elbarnosy Elherdy          | Abduh Husajn Ahmad      |
| 52 kg  | Ala Abd asz-Szafi         | Gobran Eldosary            | Mohamed Benhamadi       |
| 57 kg  | Nur Muhammad Amin         | Farid Hannoun              | Adres Kabel             |
| 62 kg  | Tarik Ibrahim             | Edris Alboazoni            | Said Kagawer            |
| 68 kg  | Ibrahim Ahmad             | Ahmed Elsagher             | Mohamed Elshaaby Moshen |
| 74 kg  | Muhammad al-Chudari       | Nour-Eddine Elhabesh       | Mazuz Bin Dżada         |
| 82 kg  | Ahmad Faradż Abd ar-Rahim | Hakim Osman                | Youssef Bouvra          |
| 90 kg  | Muhammad Abd al-Munim     | Shoukry Elabady            | Moustafa Saleh          |
| 100 kg | Muhammad Nawwar           | Kamel Hassan Mohamed       | Abdelaziz Elsafawy      |
| 130 kg | Omran Elabdy              | Ahmad Muhammad al-Chudajri | Nabil Elbalam           |